# Вавжинець-Ян Рудавський
Вавжинець-Ян Рудавський (пол. Wawrzyniec Jan Rudawski; 1617 — 1674) — історик і правник періоду Речі Посполитої, римо-католицький священик.

## Біографія
Син нобілітованого міщанина. Навчався в Римі (Італія; доктор обоїх прав — це доктор світського (цивільного) та церковного права). Канонік варшавський від 1648. Прихильник австрійської партії, невдовзі після 1656 виїхав до Відня до двору римського, угорського і чеського короля Леопольда Габсбурга (із 1658 — германський імператор Леопольд I Габсбург); канонік оломунецький від 1658, декан мендзирецький, імператорський радник.

## Творчість
Автор великої праці, що представляє історію королювання Яна II Казимира Ваза за 1648—1660: «Historiarum Poloniae ab excessu Vladislai IV ad pacem Oliviensem usque libri IX» («Історія Польщі від смерті Владислава IV до Оливського миру, в 9-ти книгах»; Лейпциг, 1755; польський переклад В.Спасовича вийшов 1855). «Історія…» Рудавського поцінована модерними знавцями української історії як критична щодо реакції офіційних влад Речі Посполитої на події Козацької революції середини 17 ст. Твір написаний із прогабсбурзьких позицій, в ньому невисоко оцінені польська магнатерія та деякі елементи річпосполитського устрою, приділено також багато уваги опису «таємниць» міжнародної політики. Рудавський відомий ще і як автор правничого трактату, праць політичного змісту та панегіриків на честь германського імператора Леопольда I Габсбурга.